# Нойярсбопп

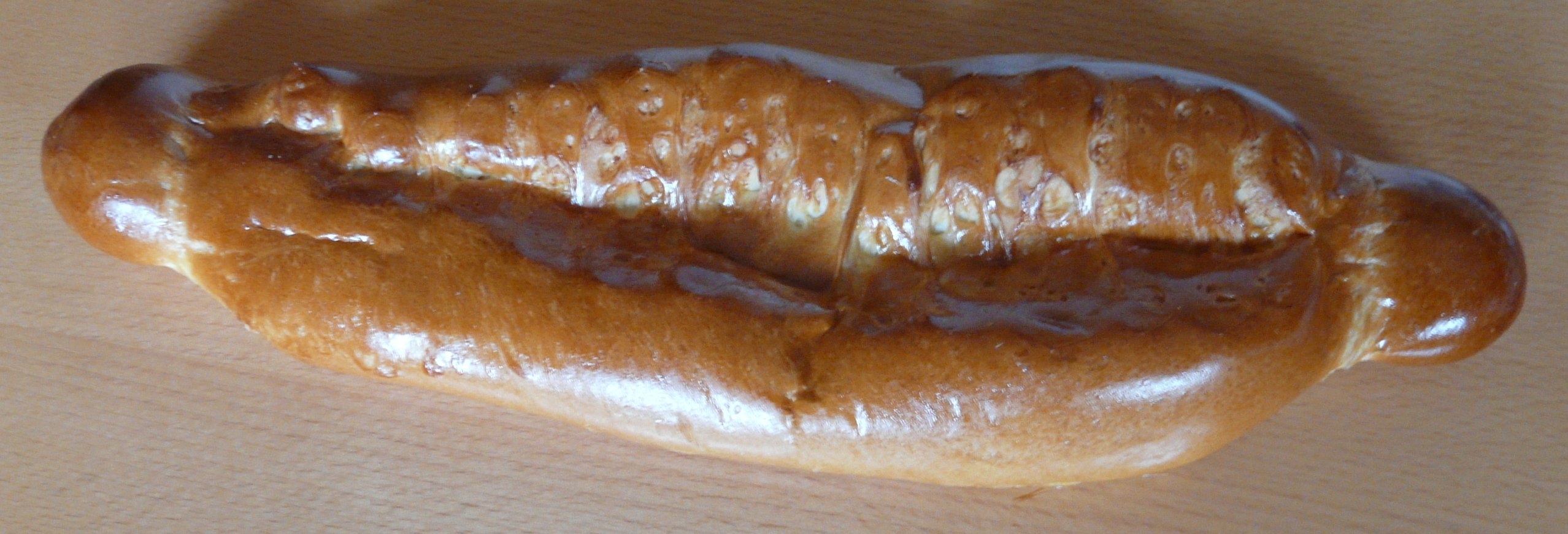
Нойярсбопп з пекарні в Буденхаймі поблизу Майнца

Нойярсбопп (нім. Neujahrsbopp) — традиційний майнцький новорічний пиріг із солодкого дріжджового тіста. Назва походить від слова лялька. Дві круглі головки тіста символізують кінець старого року та початок нового року. Зигзагоподібні розрізи посередині символізують дванадцять місяців року.
Нойярсбопп випікають лише в пекарнях Майнца та в домашніх умовах напередодні Нового року. Добрим друзям на Новий рік дарують маленький нойярсбопп.
Істотна різниця між франкфуртським Штуцвек та майнцьким Нойярсбоппом полягає у розмірі тіста. Штуцвек (Stutzweck) — лише одна порція (Weck = булочка), тоді як Bopp випікається розміром з буханку і подається шматочками.